# Miloš Zeman
Miloš Zeman (Kolín, 28 de setembro de 1944) é um economista, meteorologista e político checo que serviu como primeiro-ministro da Chéquia entre 1998 e 2002 após a vitória de seu partido à época, o Partido Social-Democrata Tcheco (ČSSD) nas eleições legislativas de 1998. Posteriormente, serviu também como presidente da Chéquia entre 2013 e 2023, sendo o primeiro político a eleger-se para o cargo de forma direta na eleição presidencial de 2013 e a reeleger-se para um segundo mandato consecutivo na eleição presidencial de 2018. Atualmente, é filiado ao Partido dos Direitos Civis (SPO).

## Carreira política
Zeman juntou-se ao Partido Comunista da Checoslováquia durante as reformas da Primavera de Praga em 1968 na antiga Checoslováquia. Este curto período de maior liberdade foi brutalmente esmagado por uma invasão soviética. Dois anos depois foi expulso do partido e perdeu o seu emprego como professor de economia. Milos Zeman juntou-se ao Partido Social Democrata, tendencialmente de esquerda, após a queda do comunismo em 1993. Cinco anos mais tarde, formou um governo de minoria responsável pelas negociações para a adesão da República Checa à União Europeia em 2004.
Foi primeiro-ministro da República Checa, de 1998 a 2002. Também foi líder do ČSSD e serviu como presidente da Câmara dos Deputados, a câmara baixa do parlamento checo, de 1996 a 1998. Ele era um rival frequente de Václav Klaus. Zeman transformou um fraco ČSSD em um dos maiores partidos do país, juntamente com o Partido Democrático Cívico. Em 26 de janeiro de 2023, foi eleito presidente da República Checa; o seu mandato teve início a 8 de março de 2013. Em 27 de janeiro de 2018, foi reeleito para um segundo mandato.